# Partido de los Trabajadores de Corea del Sur
El Partido de los Trabajadores de Corea del Sur, denominado oficialmente como Partido de los Trabajadores de Corea (sección sureña) (en coreano: 남조선로동당) fue un partido comunista de Corea del Sur que existió entre 1946 y 1949. Fue fundado el 23 de noviembre de 1946 a través de la fusión del Partido Comunista de Corea, el Nuevo Partido Popular de Corea y una facción del Partido Popular de Corea (los llamados «cuarenta y ocho»). Su principal dirigente era Ho Hon.

## Historia
El partido fue proscrito por las autoridades de ocupación de los Estados Unidos debido a que era una oposición agravante a Corea del Sur y a los Estados Unidos, pero el partido organizó una red de células clandestinas y pudo obtener un seguimiento considerable. Tenía alrededor de 360 000 afiliados. En 1947, el partido inició la lucha guerrillera armada. A medida que la persecución contra el partido se intensificó, grandes sectores de la dirección del partido se trasladaron a Pyongyang.
El partido se oponía a la formación de un estado surcoreano. En febrero-marzo de 1948, instigó huelgas generales en oposición a los planes de crear un estado surcoreano separado. El 3 de abril de 1948, encabezó un levantamiento popular en la isla de Jeju, contra la declaración unilateral de la fundación de la República de Corea. En la represión de la revuelta, miles de isleños fueron asesinados (véase Insurrección de Jeju), en gran parte por las fuerzas del Gobierno de Corea del Sur.
En uno de sus primeros actos oficiales, la Asamblea Nacional de Corea del Sur aprobó la Ley de Traidores Nacionales en septiembre de 1948, que entre otras medidas, prohibió el Partido de los Trabajadores de Corea del Sur.
El 24 de junio de 1949, el partido se fusionó con el Partido de los Trabajadores de Corea del Norte, formando el Partido de los Trabajadores de Corea. El líder del PTCN, Kim Il-sung, se convirtió en presidente del partido, mientras que Pak Hon-yong se convirtió en vicepresidente. Pak Hon-yong y otros líderes de PTCS en Corea del Norte fueron purgados más tarde.
El movimiento sindical clandestino, el Sindicato de Trabajadores de Toda Corea (Chŏnp'yŏng) estaba conectado con el partido.